# Bayramkoxalı
Bayramkoxalı (ryska: Байрамкохалы) är en ort i Azerbajdzjan.   Den ligger i distriktet Qəbələ, i den centrala delen av landet, 180 kilometer väster om huvudstaden Baku. Bayramkoxalı ligger 340 meter över havet och antalet invånare är 1 039.
Terrängen runt Bayramkoxalı är kuperad åt sydost, men åt nordväst är den platt. Närmaste större samhälle är Geoktschai, 15,5 kilometer söder om Bayramkoxalı.
Trakten runt Bayramkoxalı består till största delen av jordbruksmark. Runt Bayramkoxalı är det ganska glesbefolkat, med 34 invånare per kvadratkilometer.